# Phyllonorycter pseudojezoniella
Phyllonorycter pseudojezoniella är en fjärilsart som beskrevs av Remigijus Noreika 1994. Phyllonorycter pseudojezoniella ingår i släktet guldmalar, och familjen styltmalar. Inga underarter finns listade i Catalogue of Life.